# Hans Christoph Ernst von Gagern
Pour les articles homonymes, voir Gagern.
Hans Christoph Ernst von Gagern, né le 25 janvier 1766 à Kleinniedesheim et mort le 22 octobre 1852 à Hornau (Kelkheim), est un homme politique et écrivain allemand.

## Biographie
Il fait ses études aux universités de Leipzig et Göttingen et entre dès 1791 au service de la Maison de Nassau qu'il représente en 1801 au traité de Lunéville. Il parvient à préserver ce traité au moment de la dissolution de l'empire germanique. En 1806, il obtient même un agrandissement du territoire.
Il participe en 1815 au congrès de Vienne comme ministre du roi des Pays-Bas mais n'y réussit pas à faire rendre l'Alsace à l'Allemagne.
Il est le père d'Heinrich von Gagern, de Max von Gagern (en) et de Friedrich Balduin von Gagern (en).

## Publications
- Résultat de l'histoire des mœurs, 6 vol, Francfort, 1808-1822
- Histoire nationale des Allemands, 2 vol, Vienne, 1812 puis Francfort, 1825-1826
- Sur les émigrations des Allemands, Francfort, 1817
- Ma participation à la politique, 4 vol, Stuttgart, 1823-1833